# 오이시 타카하루
오이시 타카하루(なかざわ まさと, 1992년 10월 2일 ~ )는 일본의 경륜 선수이자 전 야구 선수다. 2016년에 경륜 선수로 데뷔했다. 아버지는 일본의 전 야구 선수인 오이시 다이지로다.